# Reinhart Koselleck
Reinhart Koselleck (ur. 23 kwietnia 1923 w Görlitz, zm. 3 lutego 2006) – niemiecki historyk, teoretyk historiografii, współtwórca semantyki historycznej.

## Życiorys
Był synem historyka Arno Kosellecka (1891-1977). W 1941 wstąpił ochotniczo do Wehrmachtu i dostał się do niewoli na froncie wschodnim (przebywał w obozie w ZSRR do 1946). Absolwent historii, prawa, socjologii i prawa na uniwersytecie w Heidelbergu i w Bristolu. Był uczniem Carla Schmitta. W latach 1965–1967 profesor nauk politycznych na Uniwersytecie Ruhry w Bochum, 1967-1973 na Uniwersytecie w Heidelbergu, 1973-1988 na Uniwersytecie w Biefeld. Był członkiem wielu akademii i towarzystw naukowych. 

## Wybrane publikacje
- Preußen zwischen Reform und Revolution. Allgemeines Landrecht, Verwaltung und soziale Bewegung von 1791 bis 1848. Klett-Cotta, Stuttgart 1967, ISBN 3-12-905050-7
- Kritik und Krise. Eine Studie zur Pathogenese der bürgerlichen Welt. Suhrkamp, Frankfurt am Main 1973, ISBN 3-518-07636-1.
- (współautorzy: Werner Conze i Otto Brunner), Geschichtliche Grundbegriffe. Historisches Lexikon zur politisch-sozialen Sprache in Deutschland, t. 1-8, Klett-Cotta, Stuttgart 1972–1997, ISBN 3-608-91500-1.
- Vergangene Zukunft. Zur Semantik geschichtlicher Zeiten. Suhrkamp, Frankfurt am Main 1979, ISBN 3-518-06410-X.
- (współautorzy: Louis Bergeron, François Furet), Europa im Zeitalter der europäischen Revolutionen, Fischer-Taschenbuch-Verlag, Frankfurt am Main 1981, ISBN 3-596-60026-X.
- (współautor: Hans-Georg Gadamer), Hermeneutik und Historik. Winter, Heidelberg 1987, ISBN 3-8253-3932-7.
- Der politische Totenkult: Kriegerdenkmäler in der Moderne. Fink, München 1994, ISBN 3-7705-2882-4.
- Goethes unzeitgemäße Geschichte. Manutius, Heidelberg 1997. ISBN 3-925678-67-0.
- Expérience de l’Histoire. Paris 1997, ISBN 2-02-031444-4.
- Zur politischen Ikonologie des gewaltsamen Todes. Ein deutsch-französischer Vergleich. Basel 1998, ISBN 3-7965-1028-0.
- Europäische Umrisse deutscher Geschichte. Zwei Essays. Manutius, Heidelberg 1999, ISBN 3-925678-86-7.
- The Practice of Conceptual History: Timing, History, Spacing Concepts (Cultural Memory in the Present). Stanford 2002, ISBN 0-8047-4022-4.
- Begriffsgeschichten. Suhrkamp, Frankfurt am Main 2006, ISBN 3-518-58463-4.
- Vom Sinn und Unsinn der Geschichte. Aufsätze und Vorträge aus vier Jahrzehnten. Hrsg. von Carsten Dutt. Berlin 2010, ISBN 978-3-518-58539-9.
- Erfahrene Geschichte. Zwei Gespräche mit Carsten Dutt. Winter, Heidelberg 2013, ISBN 978-3-8253-6278-2.

## Publikacje w języku polskim
- Semantyka historyczna, wybór i oprac. Hubert Orłowski, tł. Wojciech Kunicki, Poznań: Wydawnictwo Poznańskie 2001.
- Struktury federalne a kształtowanie się narodu w Niemczech = Föderale Strukturen und Nationsbildung in Deutschland, przeł. Leszek Sobkiewicz, Warszawa: Niemiecki Instytut Historyczny 2001.
- Dziewiąty maja pomiędzy pamięcią a historią, tł. z niem. Justyna Górny, "Borussia" 16 (2006), nr 39, s. 173-180.
- Dzieje pojęć: studia z semantyki i pragmatyki języka społeczno-politycznego, z dwoma art. Ulriki Spree i Willibalda Steinmetza oraz z posłowie Carstena Dutta na temat fragm. Wprowadzenia Reinharta Kosellecka, przeł. Jarosław Merecki, Wojciech Kunicki, Warszawa: Oficyna Naukowa 2009.
- Warstwy czasu: studia z metahistorii, przeł. Krystyna Krzemieniowa i Jarosław Merecki, Warszawa: Oficyna Naukowa 2012.
- Krytyka i kryzys, tł. Jakub Duraj, "Res Publica Nowa" 26 (2013), nr 24, s. 105-111.
- Krytyka i kryzys: studium patogenezy świata mieszczańskiego, red. nauk. Marcin Moskalewicz, przekł., wstęp i oprac. Jakub Duraj, Marcin Moskalewicz, Warszawa: Fundacja Res Publica im. H. Krzeczkowskiego 2015.